# Ryhan Stewart
Ryhan Euan Griffin Stewart (* 15. Februar 2000 in Singapur) ist ein singapurisch-walisischer Fußballspieler.

## Karriere

### Verein
Ryhan Stewart erlernte das Fußballspielen in den Jugendmannschaften der singapurischen Erstligisten Warriors FC, Home United und Tampines Rovers. Bei den Rovers unterschrieb er 2018 auch seinen ersten Vertrag. Im Jahre 2019 wechselte er wieder zum Ligakonkurrenten Warriors und absolvierte 22 Spiele in der Singapore Premier League. Die 2002 gegründete U-23-Mannschaft Young Lions nahm ihn ab 2020 unter Vertrag. In der Elf spielen U-23-Nationalspieler und auch Perspektivspieler, um Spielpraxis in der ersten Liga zu sammeln. Für die Lions absolvierte er 35 Erstligaspiele. Im Sommer 2022 ging er nach Thailand, wo er einen Vertrag beim Zweitligisten Chiangmai FC in Chiangmai unterschrieb. Für den Zweitligisten bestritt er 23 Zweitligaspiele. Im Sommer 2023 wechselte er in die erste Liga, wo er sich dem BG Pathum United FC anschloss. Nach einer Spielzeit, in der er 15 Ligaspiele bestritt, wurde sein Vertrag im Sommer 2024 nicht verlängert. Im September 2024 nahm ihn der singapurische Erstligist Albirex Niigata (Singapur) unter Vertrag. Der Verein ist ein Ableger des japanischen Vereins Albirex Niigata. Für Albirex bestritt er zehn Ligaspiele. Im März 2025 zog es ihn nach Litauen, wo er einen Vertrag beim Erstligisten FK Riteriai unterschrieb. Für den Verein aus ... bestitt er elf Ligaspiele. Im Sommer 2025 kehrte er nach Thailand zurück. Hier nahm ihn der Erstligaaufsteiger Kanchanaburi Power FC aus Kanchanaburi unter Vertrag.

### Nationalmannschaft
Seit 2019 spielt der Verteidiger für die singapurische U-23-Auswahl und nahm mit ihr im Mai 2022 an den Südostasienspielen in Vietnam teil. Beim Turnier kam er zwar zu drei Einsätzen und schied mit dem Team nach der Gruppenphase aus. 
Am 14. Juni 2022 debütierte Stewart für die A-Nationalmannschaft in der Qualifikation zur Asienmeisterschaft gegen Myanmar. Beim 6:2-Auswärtssieg im Thuwanna-Stadion von Rangun wurde er in der 88. Minute für Christopher van Huizen eingewechselt. Im Dezember 2022 wurde er von Trainer Takayuki Nishigaya für die anstehende Südostasienmeisterschaft nominiert.

## Sonstiges
Ryhan Stewart ist der ältere Bruder von Harhys Stewart.